# ساحة الطبقجلي

ساحة الطبقچ‍لي في سبع أبكار

ساحة الطبقچ‍لي هي ساحة تقع في مدينة بغداد بين حي الصليخ القديم و سبع ابكار وعند تلك الساحة يتقاطع شارعان أولهما شارع عثمان بن عفان وثانيهما شارع أبو بكر الصديق المُسمّى حالياً شارع ابن طفيل.

## أصل التسمية
وسُميت هذه الساحة على اسم ناظم الطبقجلي القائد العسكري في الجيش العراقي. وعند تلك الساحة تقع مدرسة الحارث المتوسطة للبنين.